# علي قدوسي
علي قدوسي (بالفارسية: علی قدوسی) (1927–1981 م) كان رجل دين إيرانيًا وفاعلًا رئيسًا في الثورة الإسلامية.

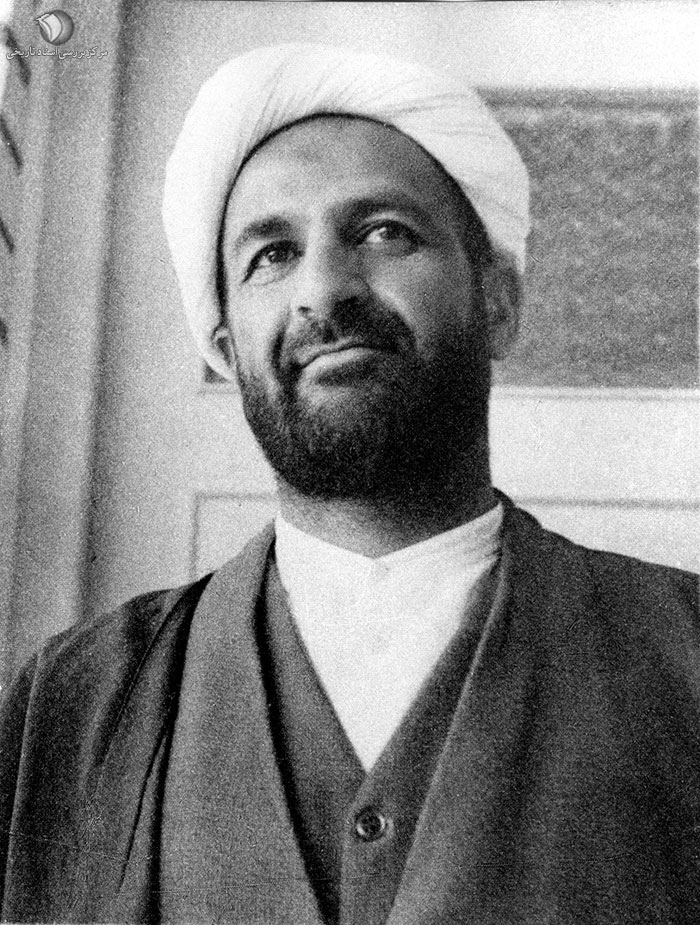
صورة المرحوم آية الله شهيد علي قدوسي

وُلِد قدوسي عام 1927 م في محافظة همدان. التحق بحوزات قم عام 1944 م، ودرس على يد آية الله العظمى حسين البروجردي، من بين آخرين. انصبّت اهتماماته البحثية على الأخلاق والروحانية. على الصعيد التنظيمي، كان حريصًا على تحديث النظام التعليمي للحوزة، وإعادة إحياء دورها السياسي.
في عام 1964 م، شارك في تأسيس مدرسة حقاني، وهي حوزة شيعية في قم، والتي تخرّج منها لاحقًا العديد من النخب السياسية في الجمهورية الإسلامية. كان قدوسي ناشطًا في النضال ضد الشاه، لا سيما في عام 1963 م عندما سعى الشاه إلى إعدام الخميني، لكنه قرر نفيه. وفي عام 1966 م، سُجن قدوسي لفترة قصيرة في سجن قزل قلعة.
في سبعينيات القرن العشرين، أصبح قدوسي مدير مدرسة حقاني، حيث افتتح في عامي 1973 و1974 قسمًا نسائيًا لتدريب المرجعيات الدينية النسائية. وأصبح هذا القسم يُعرف باسم مكتب التوحيد.
كان آية الله قدوسي متزوجًا من نجمة سادات الطباطبائي، ابنة العلامة محمد حسين الطباطبائي. وأنجبا معًا ابنتين وأربعة أبناء، تُوفي أحدهم (محمد حسن) في الحرب العراقية الإيرانية.
بعد الثورة، عيّن الخميني قدوسي نائبًا عامًا. وبعد فترة وجيزة، قُتل في انفجار قنبلة في مكتبه في 5 سبتمبر/أيلول 1981 م.

## طالع أيضًا
- مدرسة الشهيد القدوسي الثانوية
- محمد علي ناصري

## السير الذاتية
- السيرة الذاتية للشهيدين آية الله علي قدوسي وياري قدوسيان، نظرة على حياة الشهيد قدوسي، مركز وثائق الثورة الإسلامية.